# Friedrich Gustav Lisco
Friedrich Gustav Lisco, född den 12 februari 1791 i Brandenburg an der Havel, död den 5 juli 1866, var en tysk teolog, far till Emil Gustav Lisco.
Lisco, som var predikant vid Gertrudskyrkan i Berlin och superintendent i Berlin-Cölln, utgav bland annat Die Parabeln Jesu (1828-30; 5:e upplagan 1861; "Jesu paraboler", 1835), Die Bibel mit Erklärungen (1834-53; Nya testamentet är översatt till svenska, 1841-44), Das christliche Kirchenjahr (1834-35; 4:e upplagan 1846; "Det christliga kyrkoåret", 1838).